# Ballady i romanse

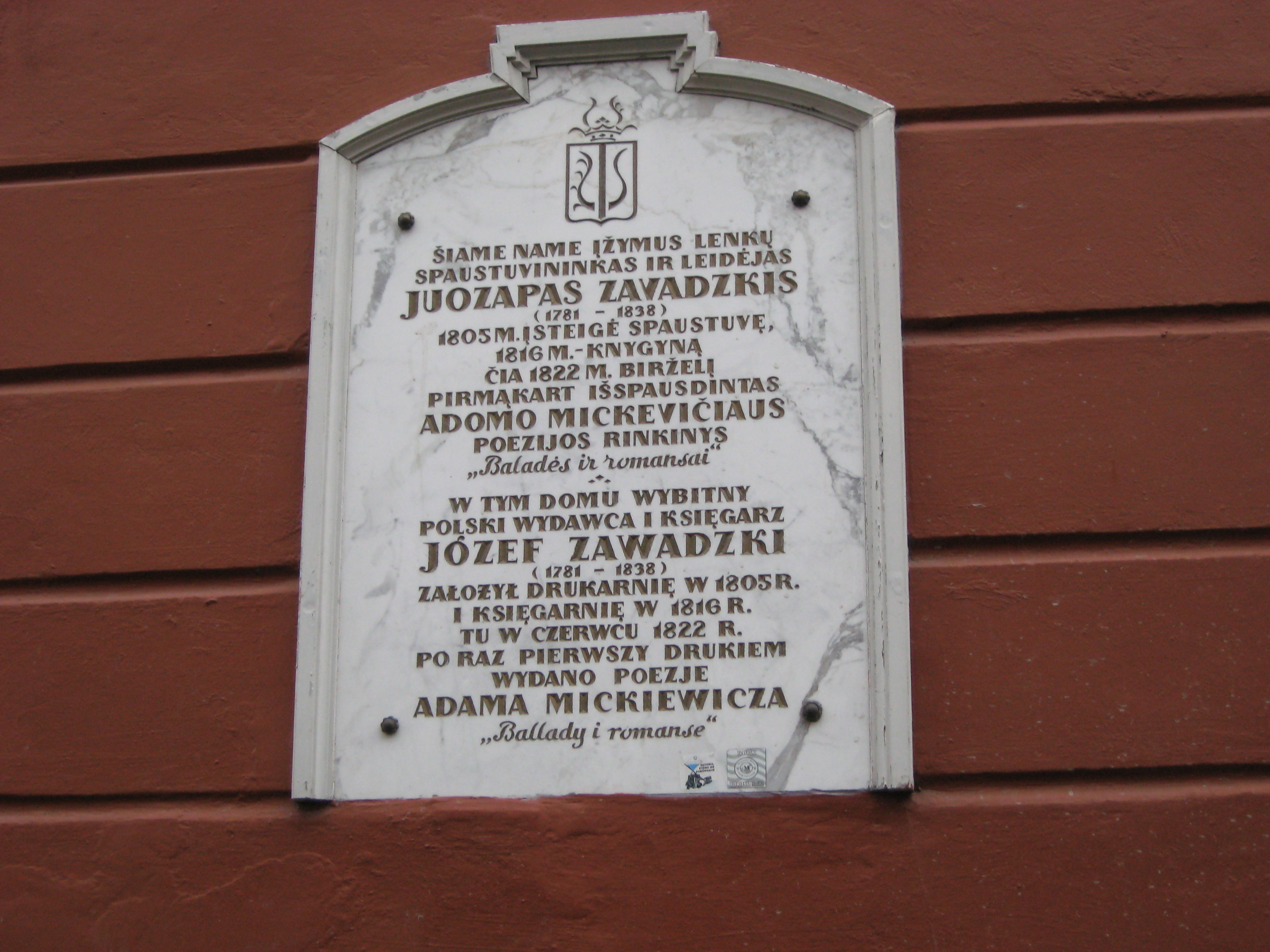
Tablica na kamienicy w Wilnie, gdzie w 1822 r. po raz pierwszy wydano drukiem Ballady...

Ballady i romanse – zbiór ballad Adama Mickiewicza, wydany w 1822 w Wilnie jako część pierwszego tomu Poezyj. Uważany jest za początek rozwoju gatunku ballady w literaturze polskiej oraz za manifest polskiego romantyzmu. Jednocześnie Ballady i romanse pozostają w związku z gatunkami literackimi poprzedniego okresu, zwłaszcza z dumą, dumką i sielanką.

## Charakter tomu
Ballady Mickiewicza są silnie osadzone w realiach historycznych i lokalnych. Miejsce akcji jest ściśle określone (Świteź, Płużyny, Ruta i in.). W tę oswojoną rzeczywistość wkracza świat nadprzyrodzony, w codzienność ingerują siły nadprzyrodzone, a to, co znane, okazuje się niebezpieczne i tajemnicze. Ingerencje świata nadziemskiego mogą mieć charakter etyczny – to, co nadprzyrodzone, ocenia czyny ludzkie i wprowadza ład moralny, wymusza odpowiedzialność za czyny i wymierza karę za popełnione zło (m.in. ballady Lilije, Rybka, Świtezianka).
Taka wizja rzeczywistości, według której w każdym momencie może dojść do przenikania się codzienności ze światem pozazmysłowym, miała charakter polemiczny wobec racjonalnych poglądów oświeceniowych. Szczególnie polemiczny charakter ma ballada Romantyczność, w której oświeceniowemu racjonalizmowi (reprezentowanemu przez postać starca) przeciwstawiony zostaje postulat wiary w poznanie pozaracjonalne i istnienie zjawisk niemożliwych do objęcia przez rozum.
Występujące w tomie opisy przyrody służą wprowadzeniu nastroju tajemniczości i grozy. Uzyskiwany jest on poprzez takie elementy pejzażu, jak: dzikość, cisza, szum wiatru, światło księżyca, cmentarz, stara cerkiew itp. Czesław Zgorzelski nazwał Świteź, Świteziankę i Rybkę utworami „rusałczanymi”, które „opierają «dziwność» romantyczną fabuły na cudowności przeobrażeń wiążących człowieka z przyrodą”.
Utwory Ballad i romansów napisane są w różnej tonacji – od poważnych po żartobliwe (To lubię, Pani Twardowska).
Przed wierszem Romantyczność Mickiewicz zamieścił fragment dramatu Williama Shakespeare’a Hamlet:
Methinks, I see... where?
 – In my mind’s eyes

## Wpływ
Chociaż utwory balladowe powstawały w literaturze polskiej już wcześniej, właściwa popularność tego gatunku rozpoczęła się od tomu Ballady i romanse. Ballady stały się we wczesnym romantyzmie gatunkiem służącym polemice z oświeceniową wizją świata i stały się sztandarowym gatunkiem romantyzmu przedlistopadowego. Jednak pojawienie się licznych naśladowców ballad mickiewiczowskich, opartych na cudowności, doprowadziło z czasem do skonwencjonalizowania się tego typu literatury. Wykorzystane przez poetę elementy przyrody i pejzażu stały się obrazami stereotypowymi, naśladowcy chętnie epatują motywami sentymentalnymi oraz elementami okropności i grozy, a problematykę ballad (m.in. problem winy i kary) sprowadzają niejednokrotnie do prostego dydaktyzmu.

## Zawartość tomu
W zbiorze znajduje się 14 utworów, kolejno:
- Pierwiosnek
- Romantyczność
- Świteź
- Świtezianka
- Rybka
- Powrót taty
- Kurhanek Maryli
- Do przyjaciół
- To lubię
- Rękawiczka
- Pani Twardowska
- Tukaj albo próby przyjaźni
- Lilije
- Dudarz